# Acis y Galatea

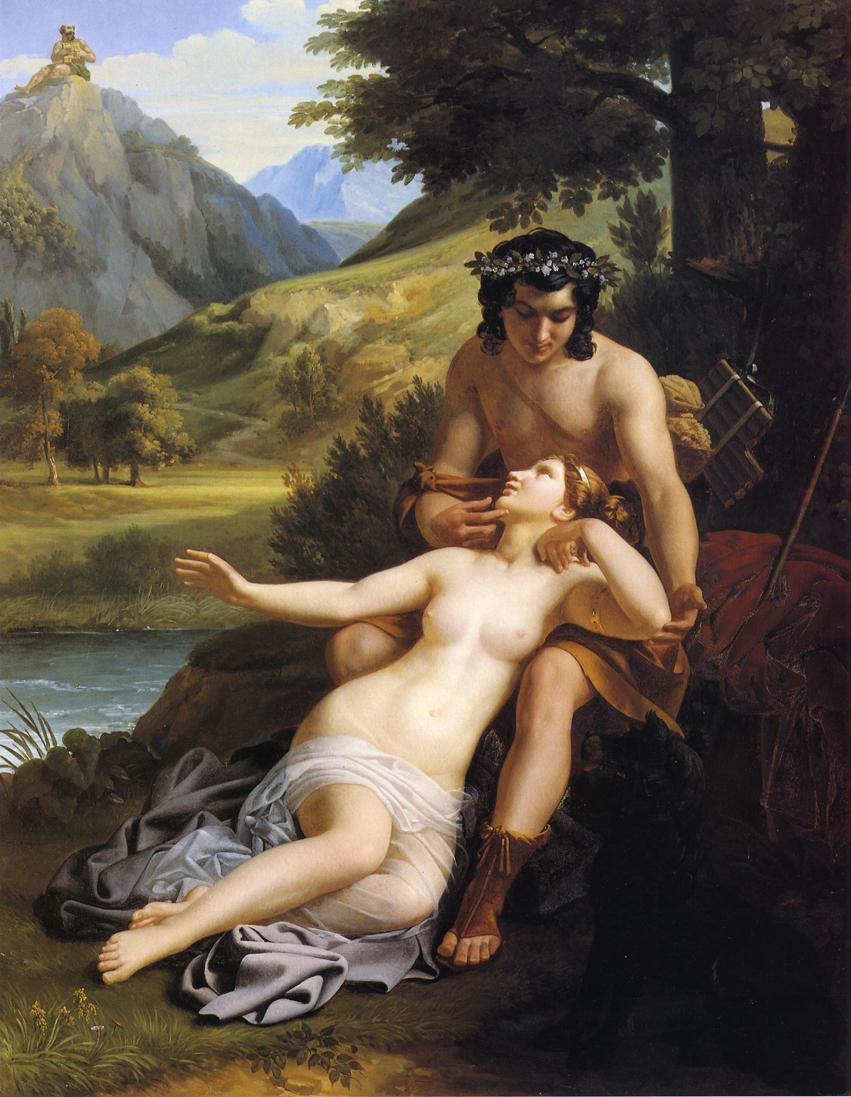
Los amores de Acis y Galatea de Alexandre Charles Guillemot (1827)

Acis y Galatea son personajes de la mitología griega, asociados posteriormente en las Metamorfosis de Ovidio. El episodio narra la historia de amor entre el mortal Acis y Galatea, una nereida (ninfa marina). Cuando el celoso cíclope Polifemo mata a Acis, Galatea transforma a su amante en un inmortal espíritu del río. El episodio sirvió de tema de poemas, óperas, pinturas y estatuas en el Renacimiento y posteriormente.

## Mitología
Galatea (en griego antiguo: Γαλάτεια; «la que es blanca como la leche»), la «gloriosa» y «hermosa» hija de Nereo (Anciano del Mar) y de la oceánide Doris, es una ninfa marina, mencionada antiguamente en la obra de Homero y de Hesíodo, en las que se la describe como la más hermosa y amada de las 50 nereidas. Vivía en el mar y despertó el amor de un pretendiente altamente improbable, el cíclope siciliano Polifemo.
En las Metamorfosis de Ovidio, Galatea aparece como la amada de Acis, el hijo de Fauno y la náyade Simetis, hija del río Simeto. Un día, mientras Galatea yacía junto al mar con su amado, Polifemo los vio. Celoso, arrancó una enorme roca de la ladera del monte Etna y se la arrojó al joven. Aunque Acis trató de huir, la enorme roca lo aplastó y lo mató. Galatea entonces convirtió su sangre en aguas espumosas al brotar de debajo de la roca, creando así la corriente en el Etna que llevó su nombre, el río siciliano Acis. Galatea convirtió a su amante mismo en el dios cornudo del arroyo. Acis mantuvo sus rasgos originales excepto que ahora era más grande y su rostro ahora era de un color azul profundo.
Esta versión de la historia no aparece en ningún otro lugar previo a la obra de Ovidio y posiblemente podría haber sido una ficción creada por el poeta, «sugerido por la forma en que el riachuelo brota de debajo de una roca». Según el académico griego Ateneo, la historia fue creada por primera vez por Filóxeno de Citera como una sátira política contra el tirano siciliano Dionisio I de Siracusa, cuya concubina favorita, Galatea, llevaba el mismo nombre de la ninfa. Otros afirman que la historia se creó para explicar la presencia de un santuario dedicado a Galatea en el monte Etna.
Según una tradición posterior, Galatea cedió finalmente a las pretensiones de Polifemo. El hijo que tuvieron, Galas o Galates, habría de ser el antepasado de los galos. El historiador helenístico Timeo, de origen siciliano, describió a Galates como hijo de Polifemo y Galateia.
Galatea junto con Doto y Panopea, escoltaron a su hermana Tetis fuera del mar a su boda con Peleo. En la Ilíada de Homero, Galatea y sus hermanas se le aparecen a Tetis cuando ésta llora en simpatía por el dolor de Aquiles por la muerte de su amigo Patroclo.

## Referencias culturales

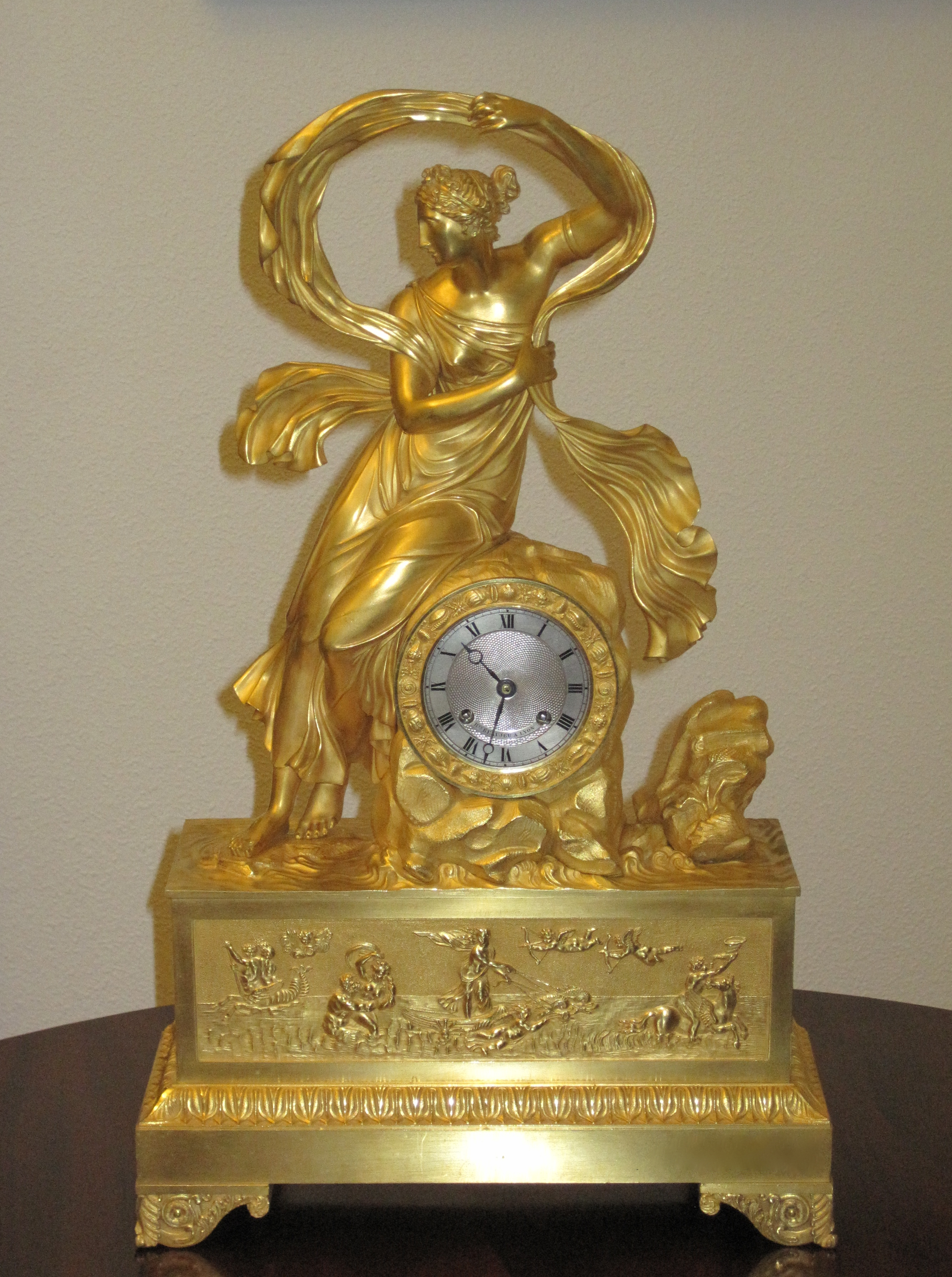
Un reloj de sobremesa del Imperio francés de 1822 que representa a Galatea. El diseño de su friso está basado en el fresco de Rafael.

### Pintura

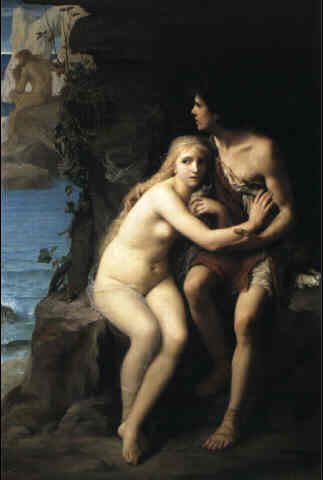
Acis y Galatea escondiéndose de Polifemo, de Édouard Zier (1877)
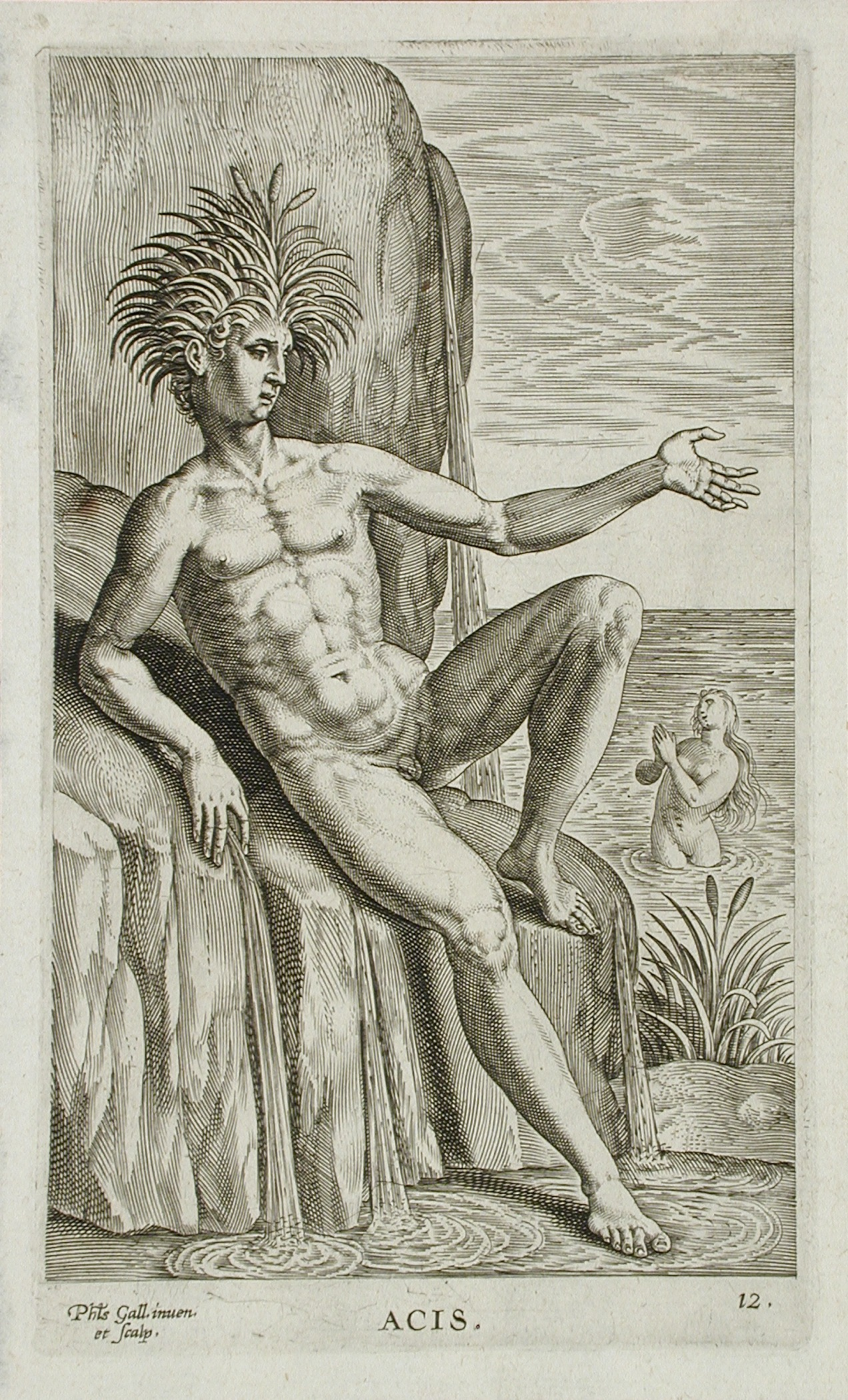
Acis, de Philip Galle (1586)
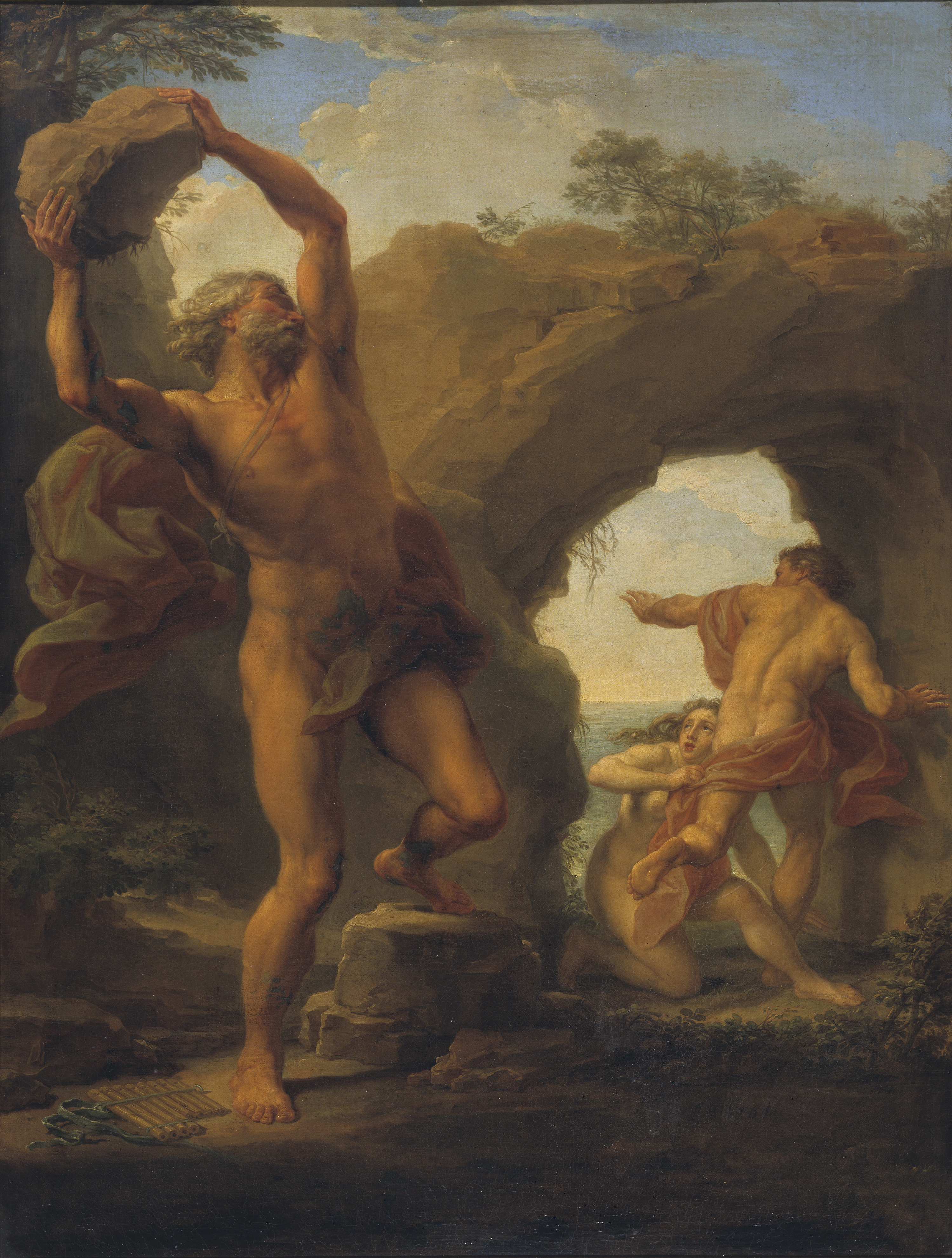
Atis y Galatea, de Pompeo Batoni (1761)
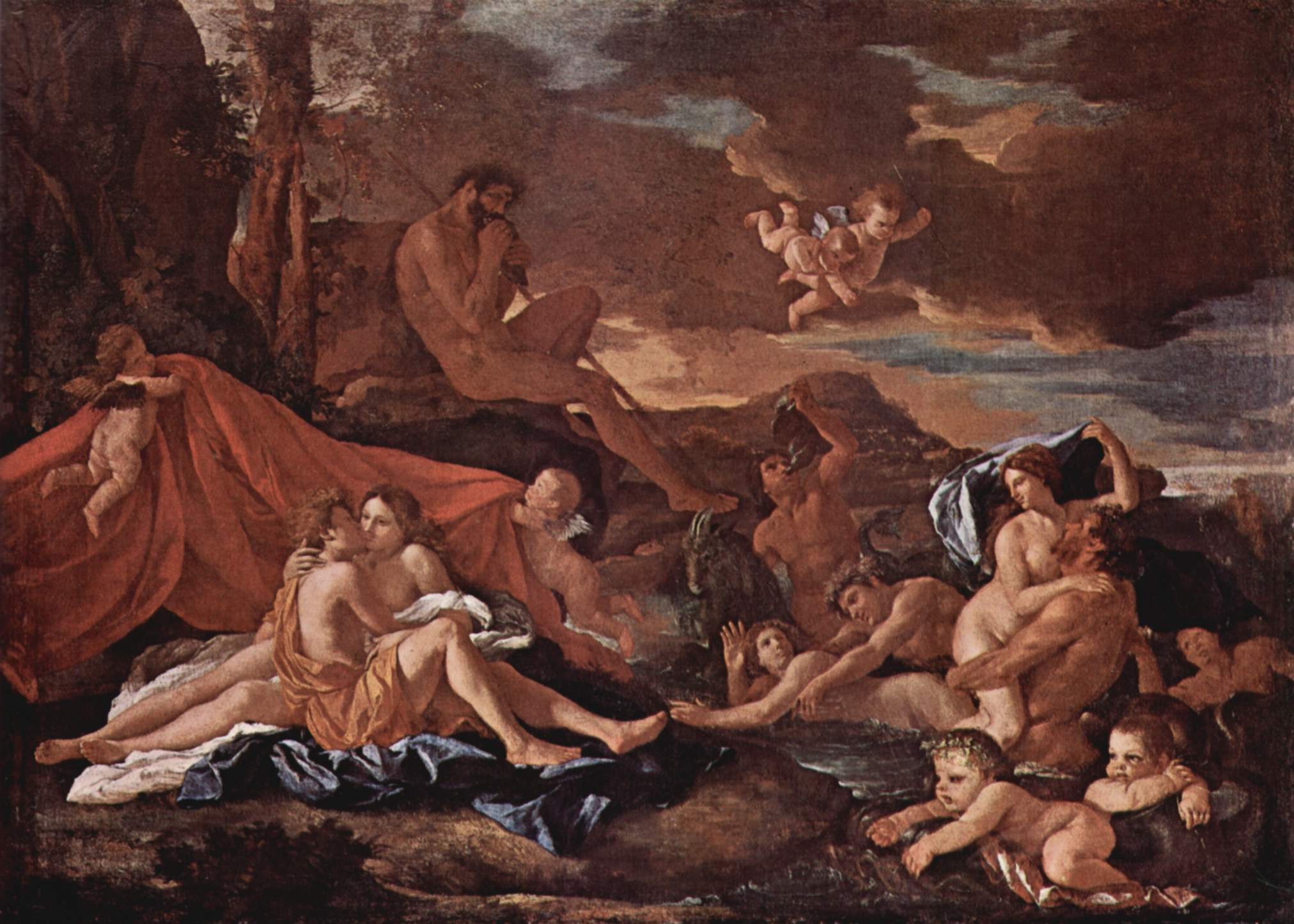
Acis y Galatea, de Nicolás Poussin (c. 1629–1630)
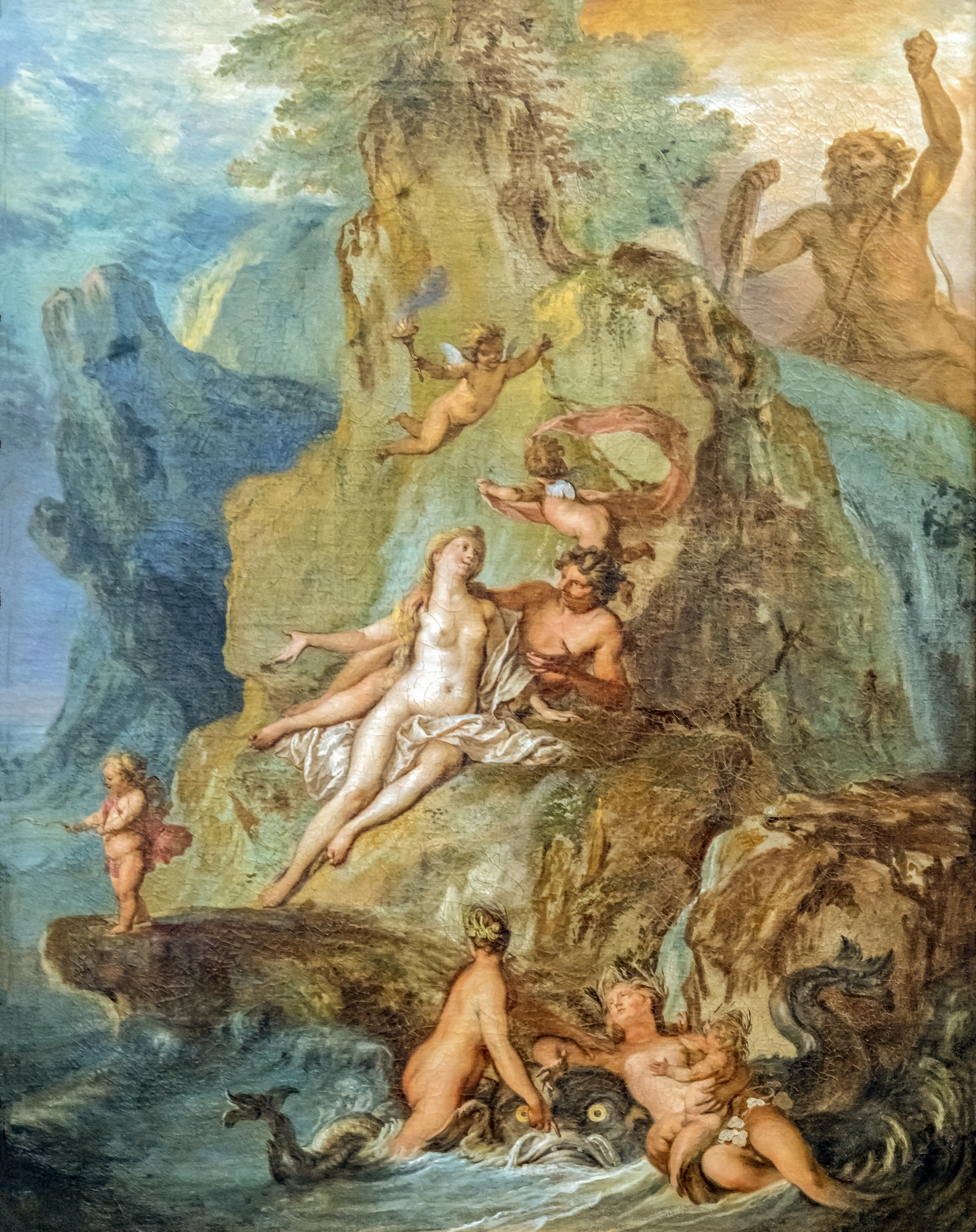
Acis y Galatea, de Nicolás Bertin
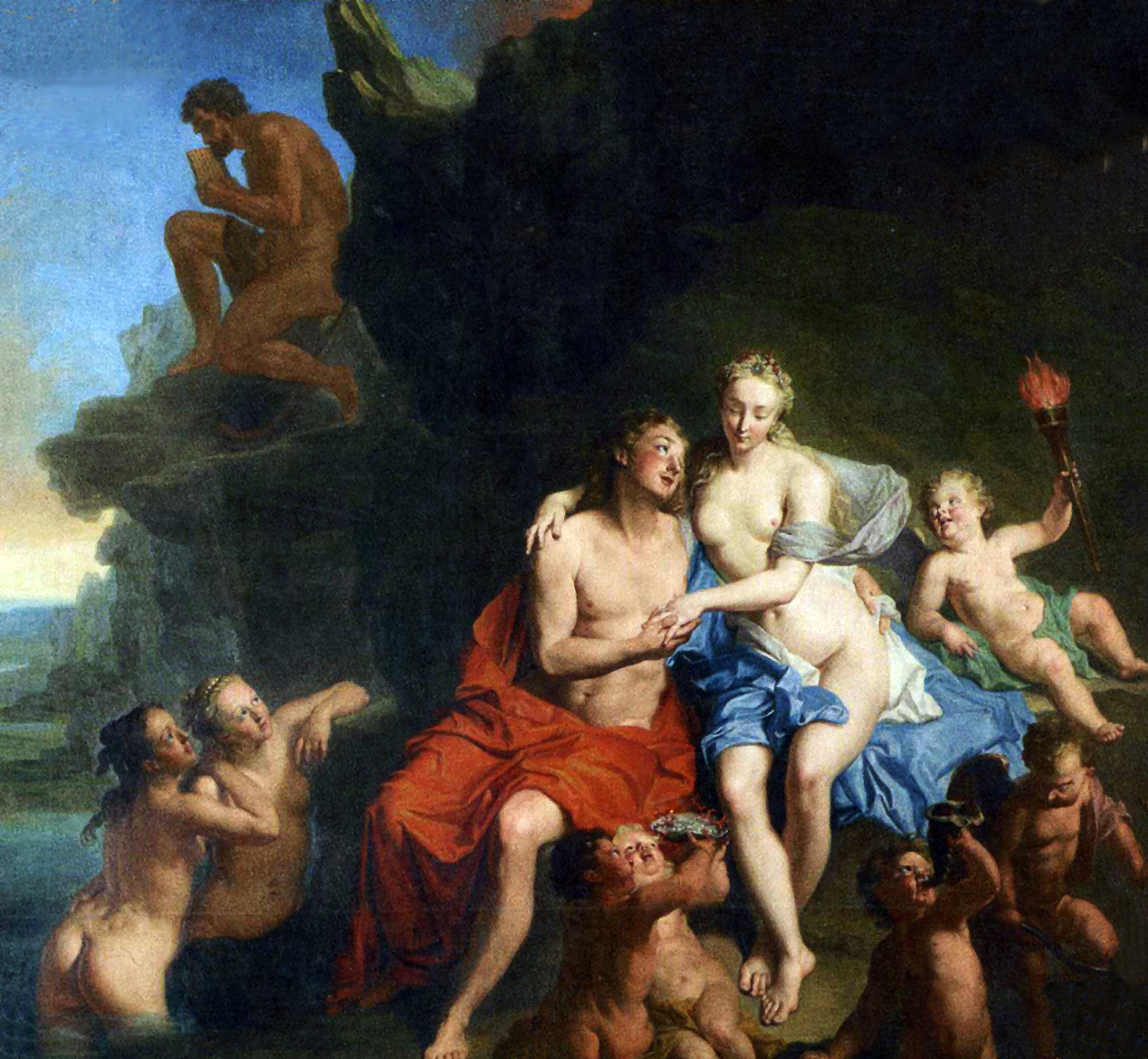
Acis und Galatea, de Jacob van Schuppen (c. 1730)
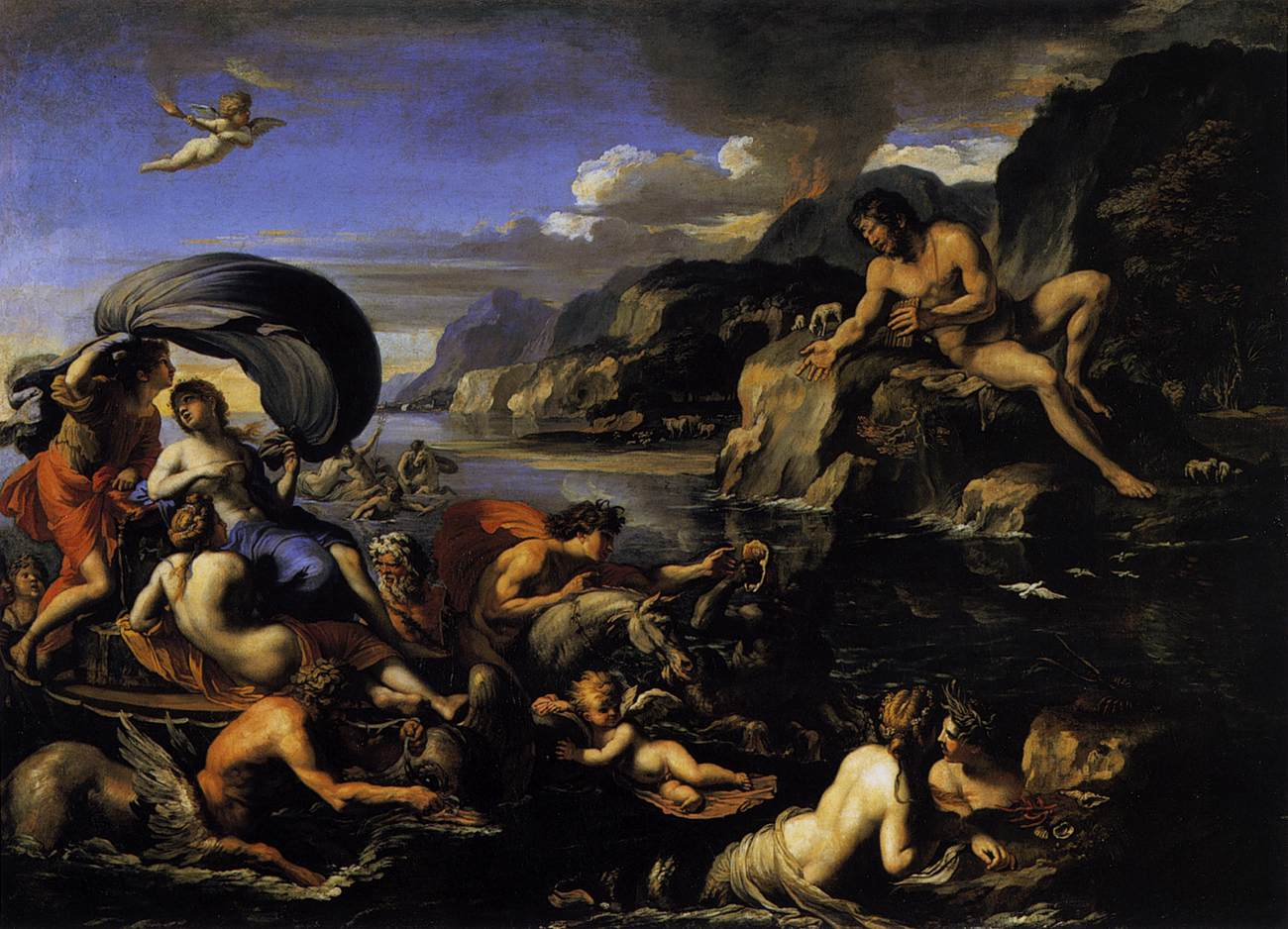
Acis, Galatea y Polifemo, de François Perrier (1645–1650)
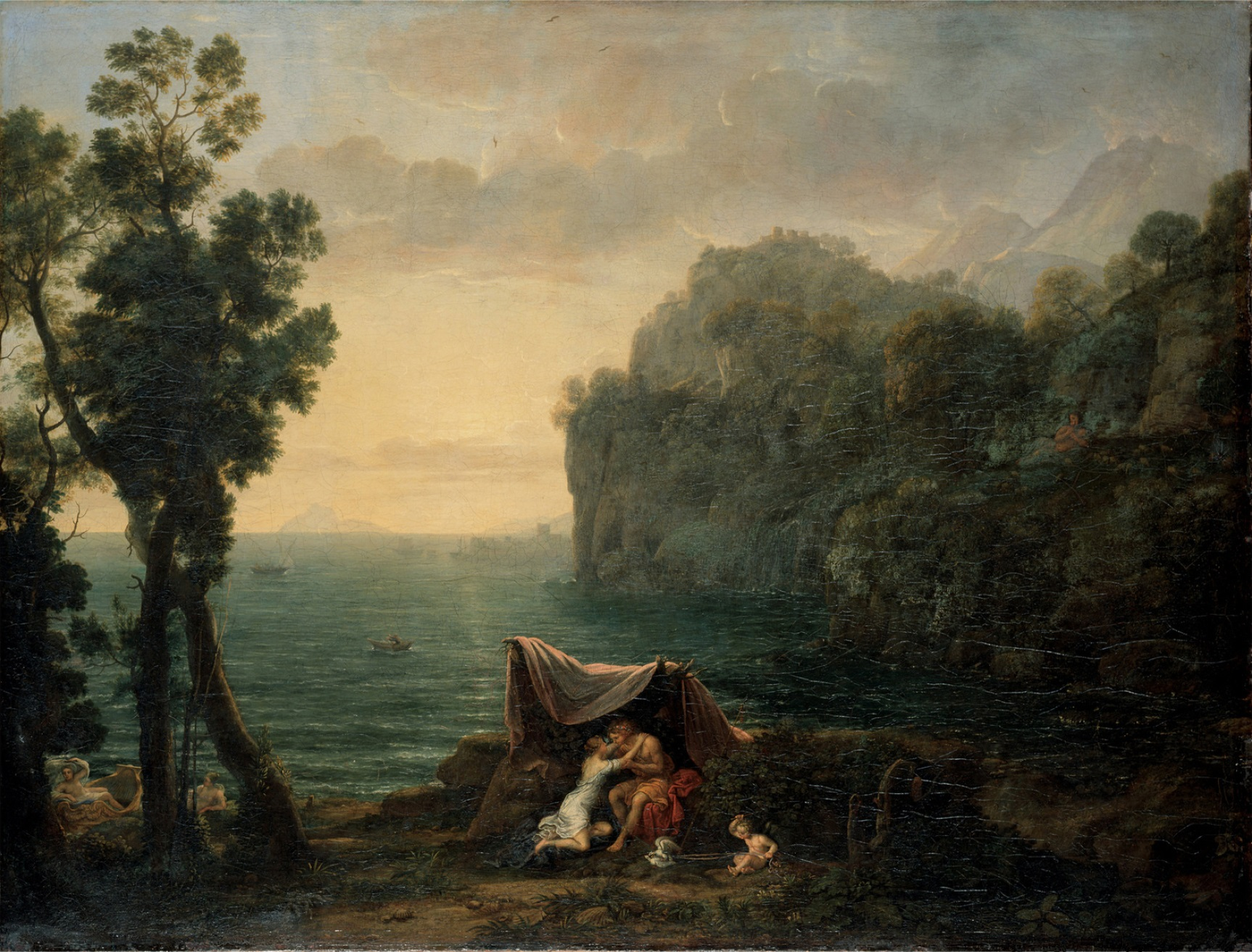
Paisaje costero con Acis y Galatea, de Claude Lorrain (1657)
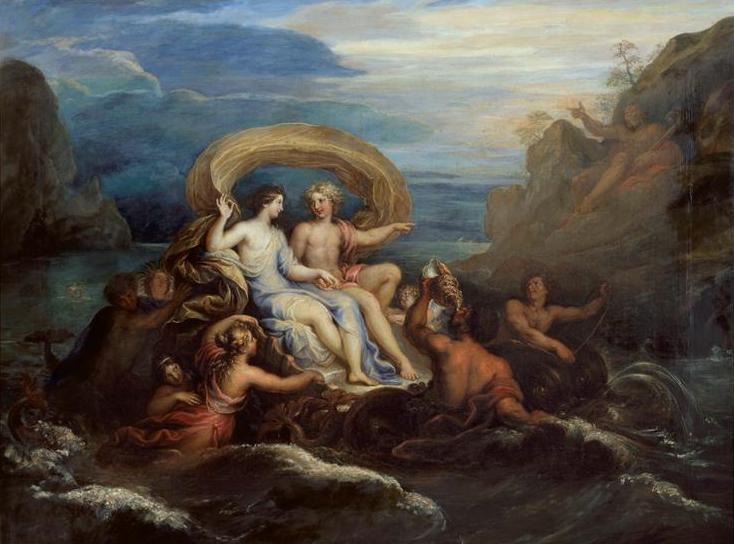
Acis y Galatea, de Michel Corneille
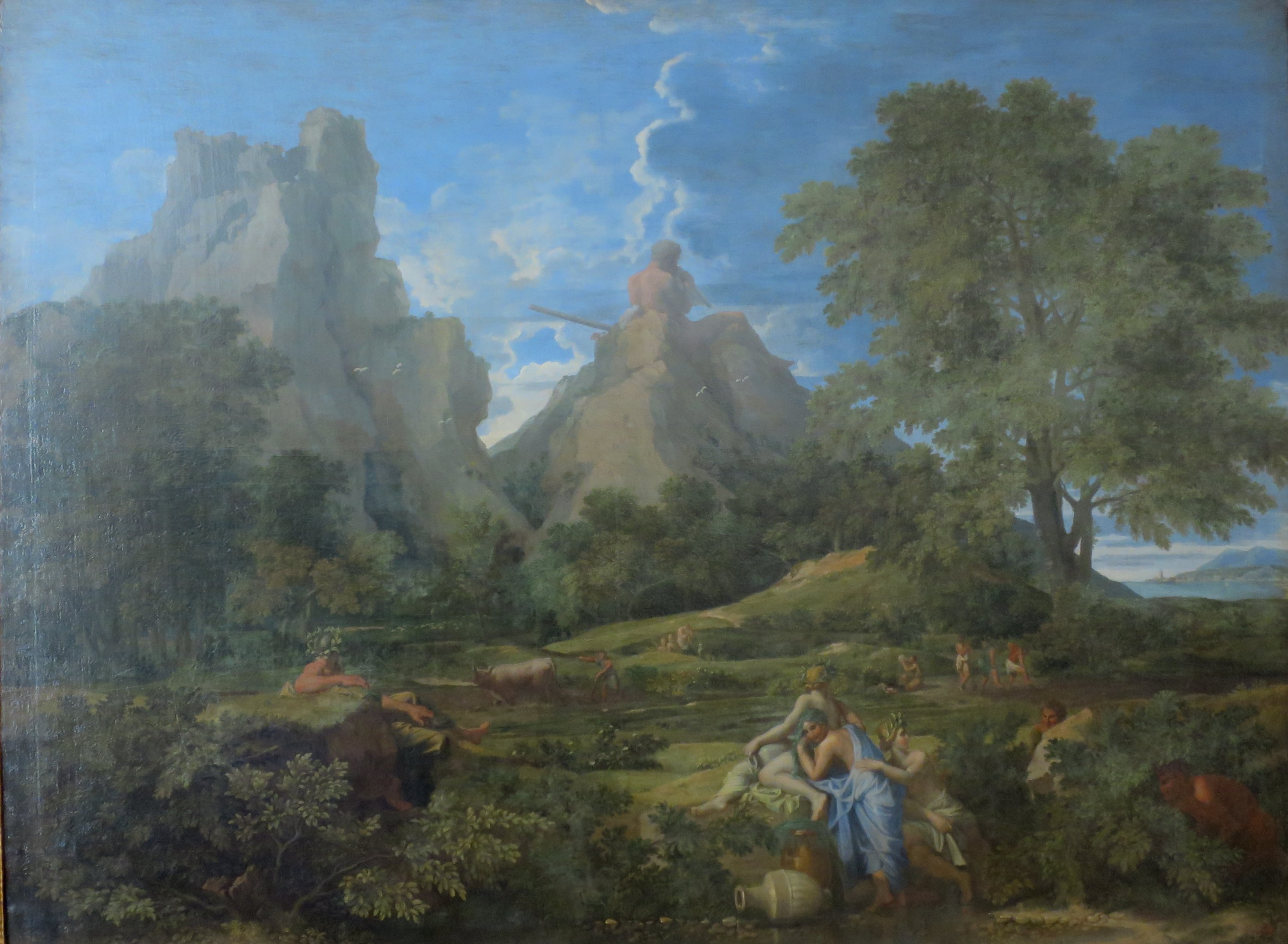
Paisaje con Polifemo, de Nicolas Poussin

### Escultura

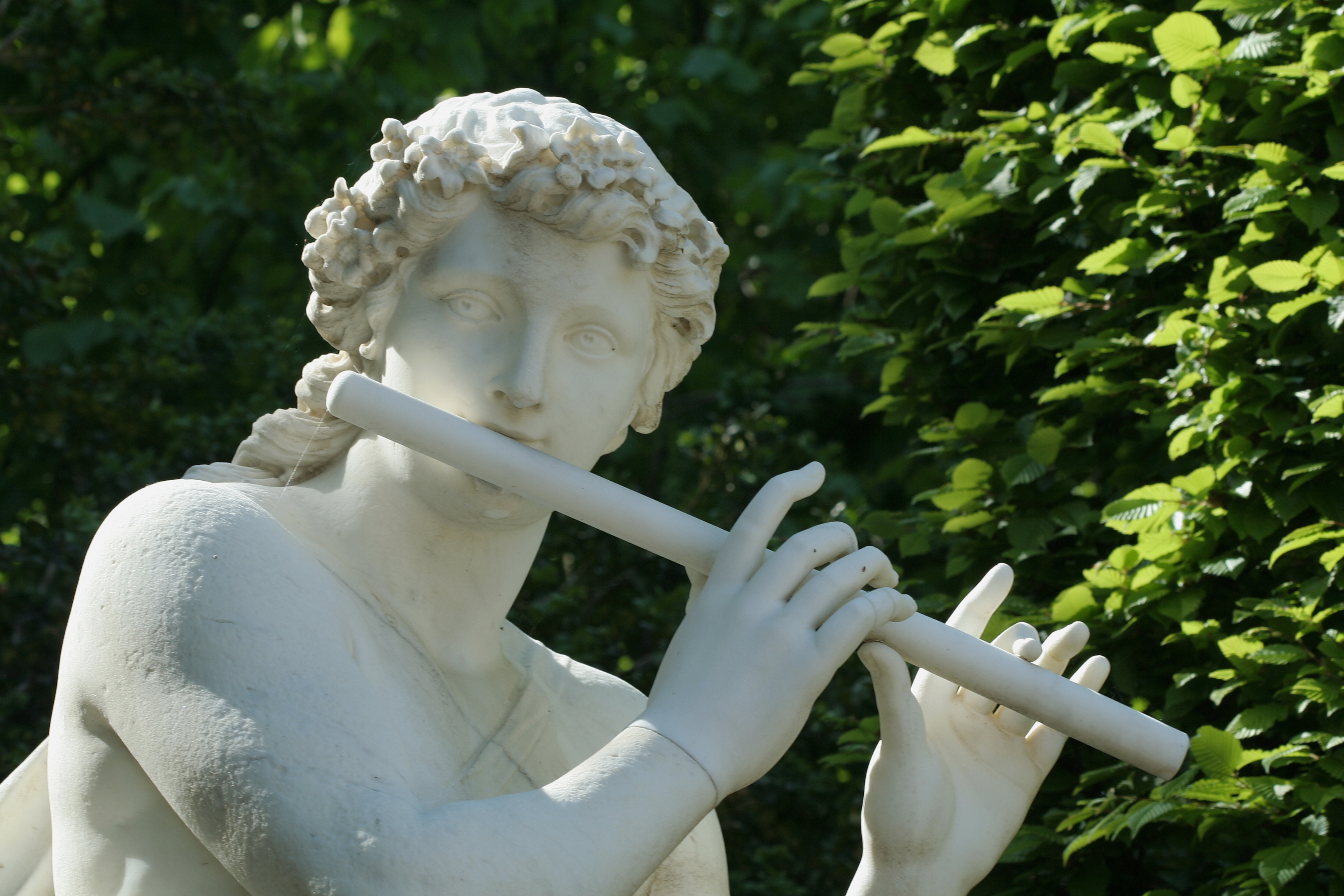
Acis tocando la flauta de Jean-Baptiste Tuby
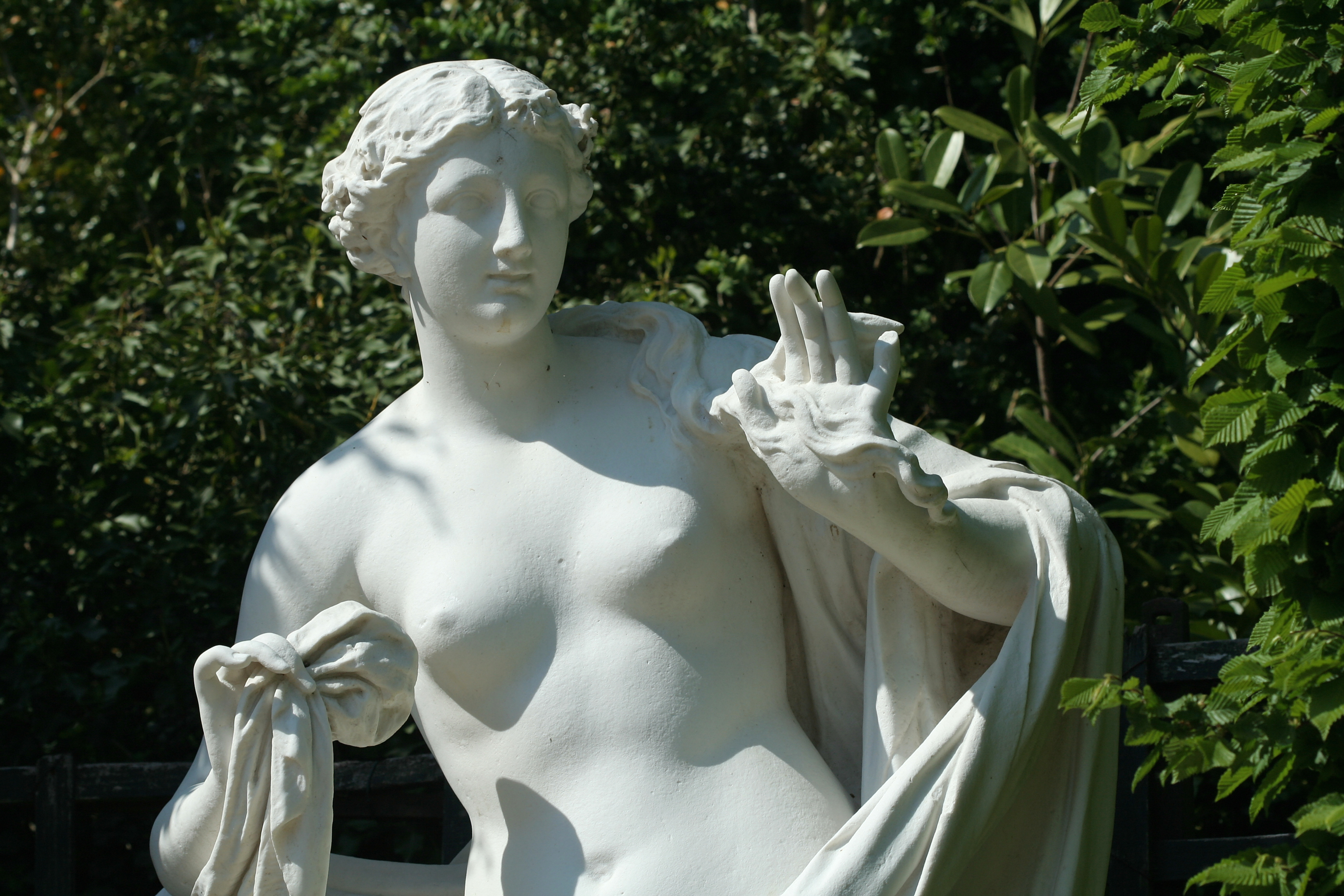
Galatea en los Jardines de Versalles
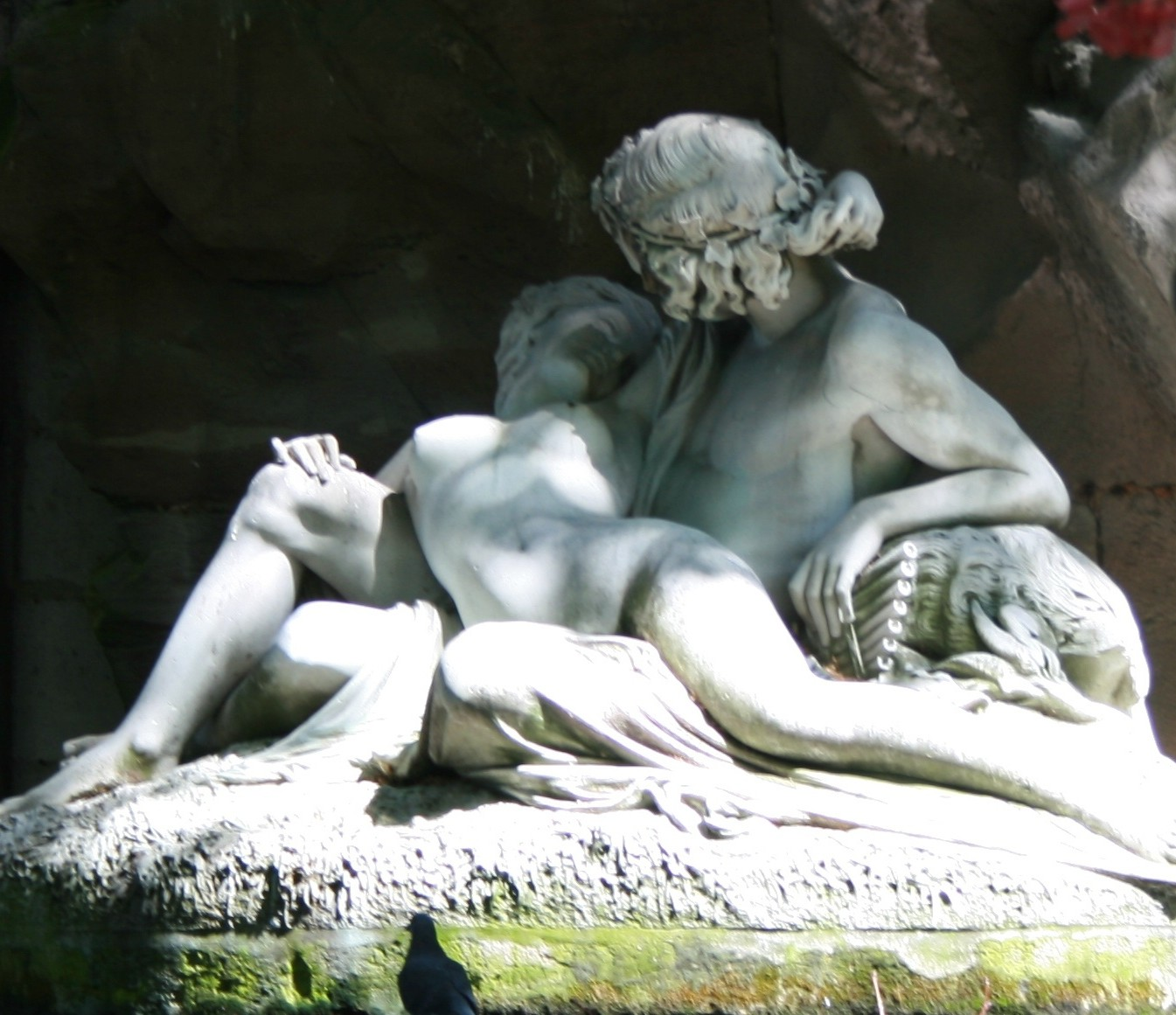
Los amantes se abrazan en la Fuente de los Medici, París
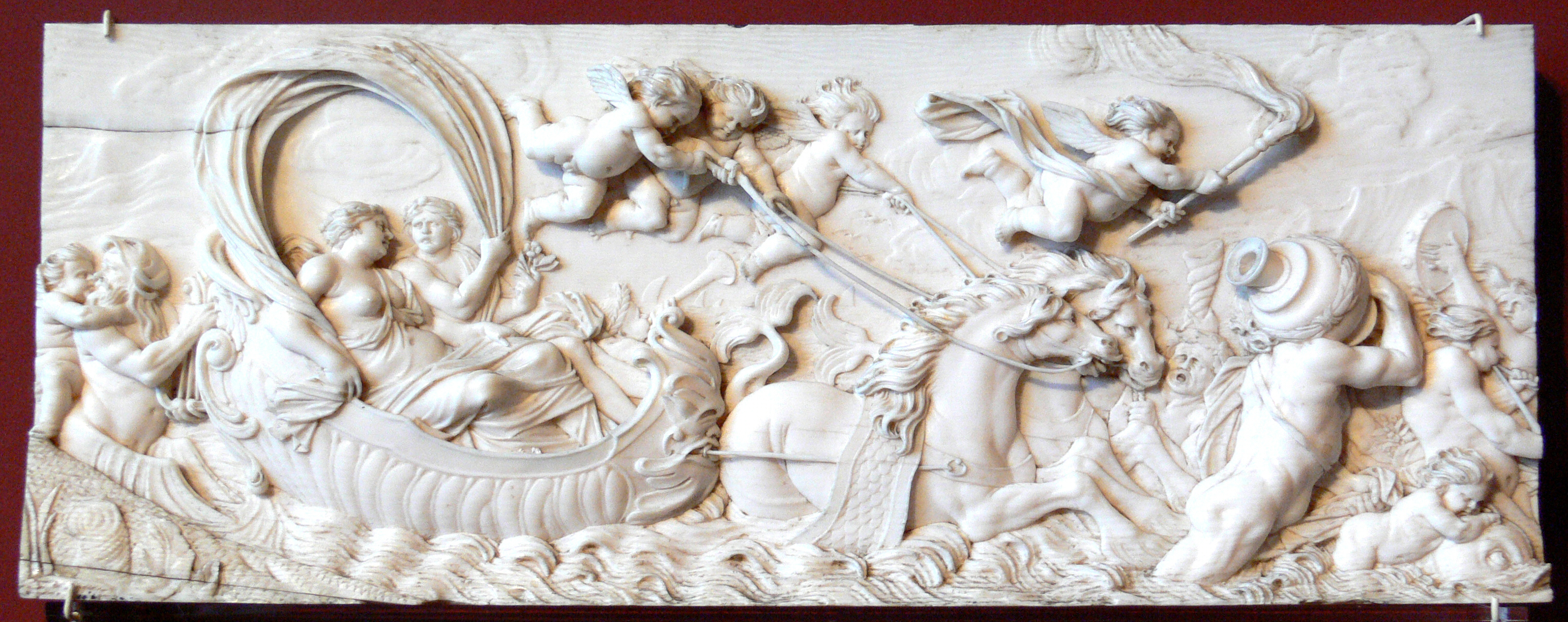
Los amantes dibujados sobre el mar, talla de marfil alemana del siglo XVII
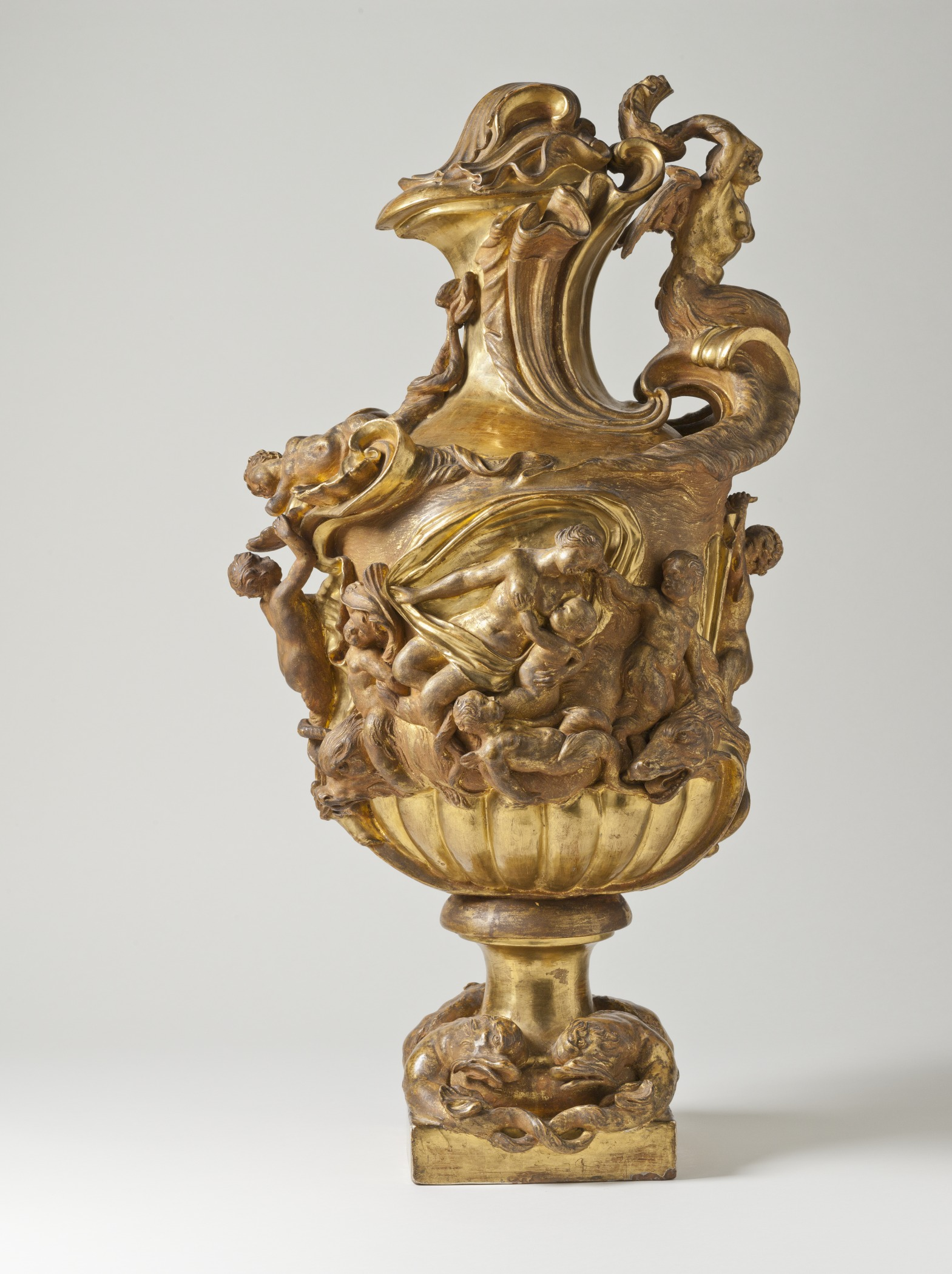
Un jarrón italiano decorado con el Triunfo de Galatea
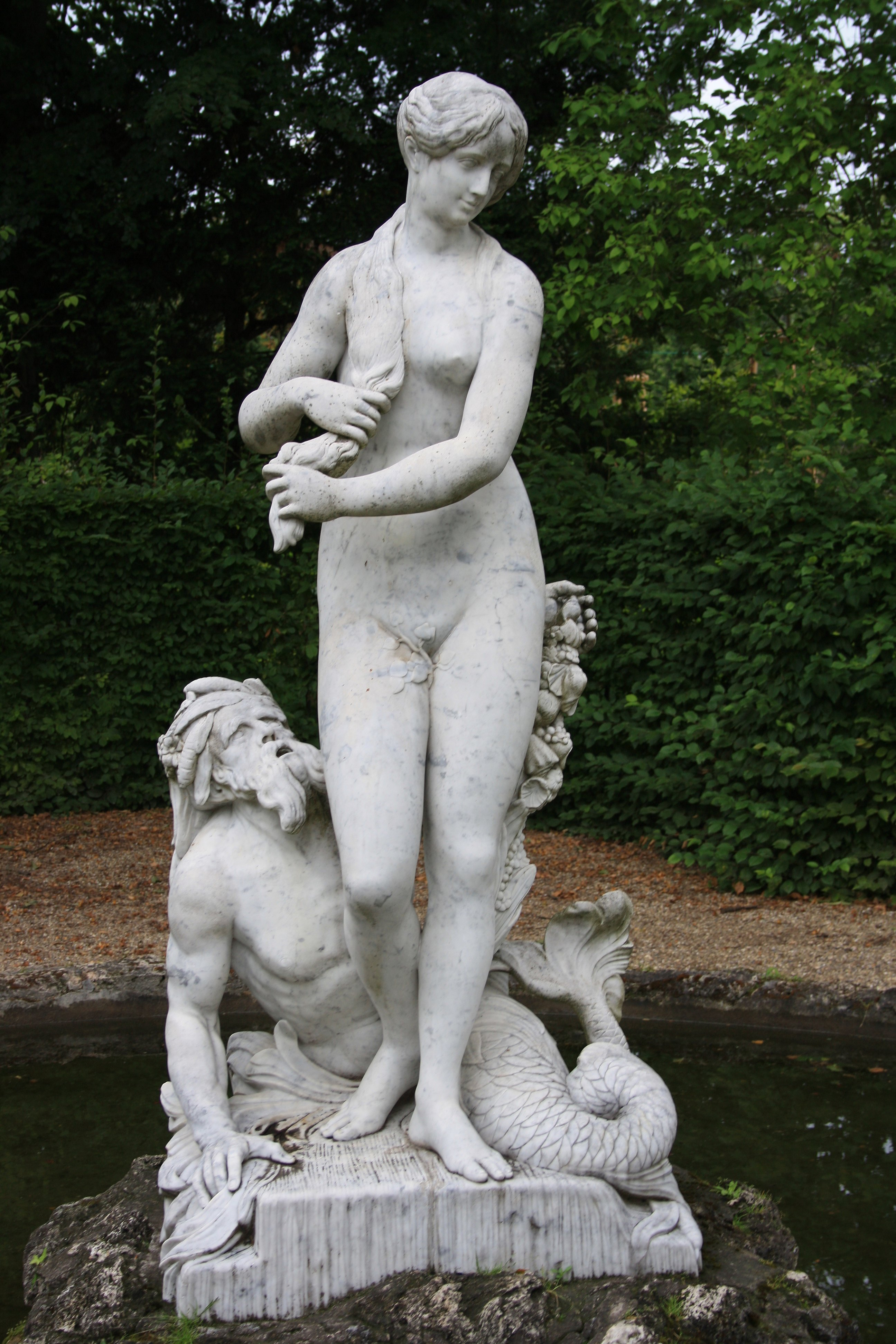
Estatua de Gabriël Grupello en el Palacio de Schwetzingen
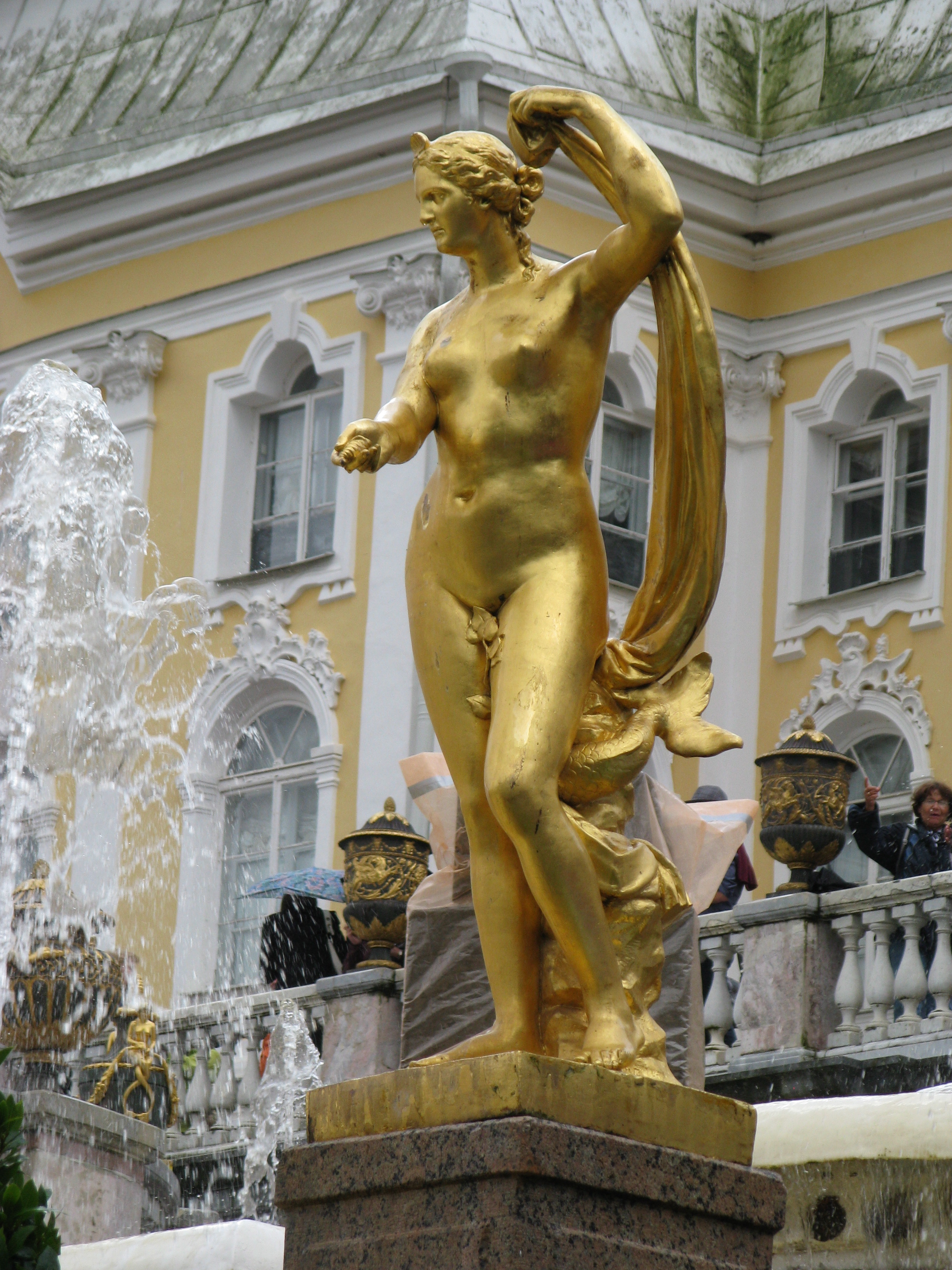
Estatua de Nicola Michetti en el Palacio Peterhof
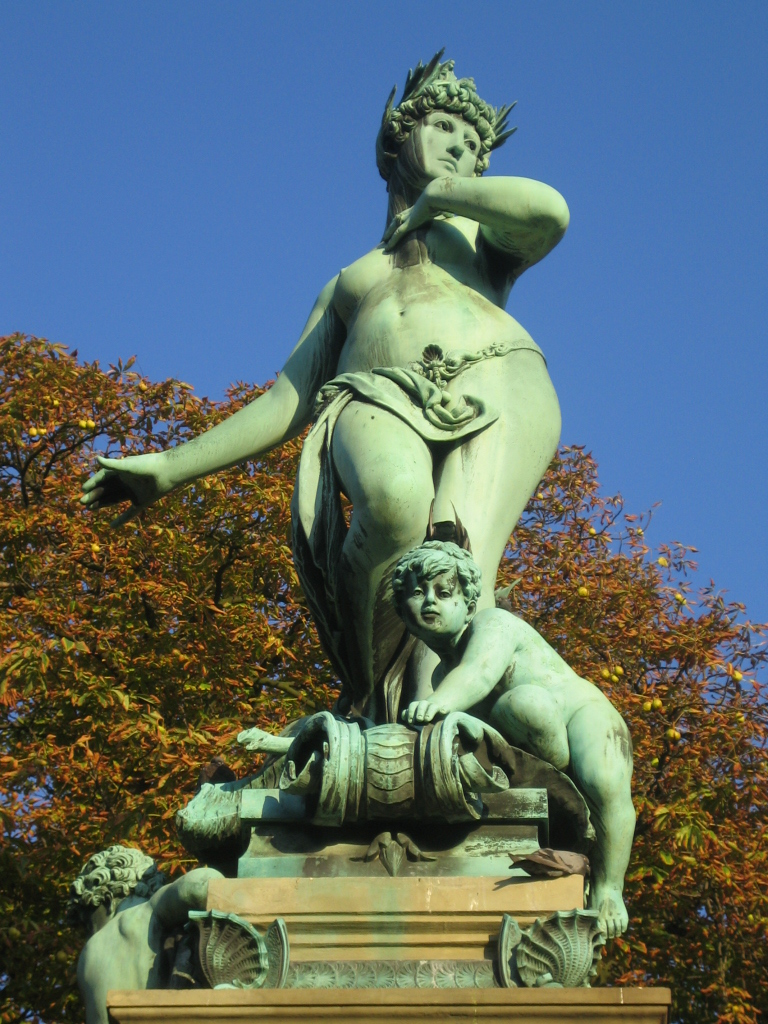
Galatea en la cabecera de la fuente de Galatea, en Stuttgart